# Xkcd
XKCD è un webcomic creato da Randall Munroe, laureato alla Christopher Newport University che ha lavorato come consulente per la NASA.
Al nome del sito non è associato alcun significato particolare. Esso è semplicemente un "punto prezioso e accuratamente custodito nello spazio delle stringhe a quattro caratteri (a "treasured and carefully-guarded point in the space of four-character strings".)
Variano anche gli stessi argomenti delle vignette, popolate da figure umane e disegni stilizzati. Alcune parlano della vita e dell'amore, altre di scherzi o umorismo basati sulla matematica, sulla scienza o l'informatica. In alcune strisce c'è solo del semplice umorismo e in altre anche dei riferimenti alla cultura pop. Sebbene sia conosciuto per i suoi originali personaggi stilizzati (pur se con qualche eccezione, sono disegnati con cinque righe, una per arto più una centrale per il corpo, e un cerchio per la testa), il fumetto mostra talvolta paesaggi, modelli matematici complessi come frattali o imitazioni dello stile di altri fumettisti (come durante la "parody week" - "La settimana della parodia").
Il fumetto è disponibile sotto la licenza Creative Commons Attribution-NonCommercial 2.5 License. Le nuove strisce vengono aggiunte tre volte alla settimana, ogni lunedì, mercoledì e venerdì, anche se in quattro occasioni è stato aggiornato quotidianamente: la settimana della parodia, la serie in cinque parti 'Choices', la serie 1337, e la Guest Week in cui 5 autori di altri webcomic hanno disegnato strisce per xkcd.

## Storia

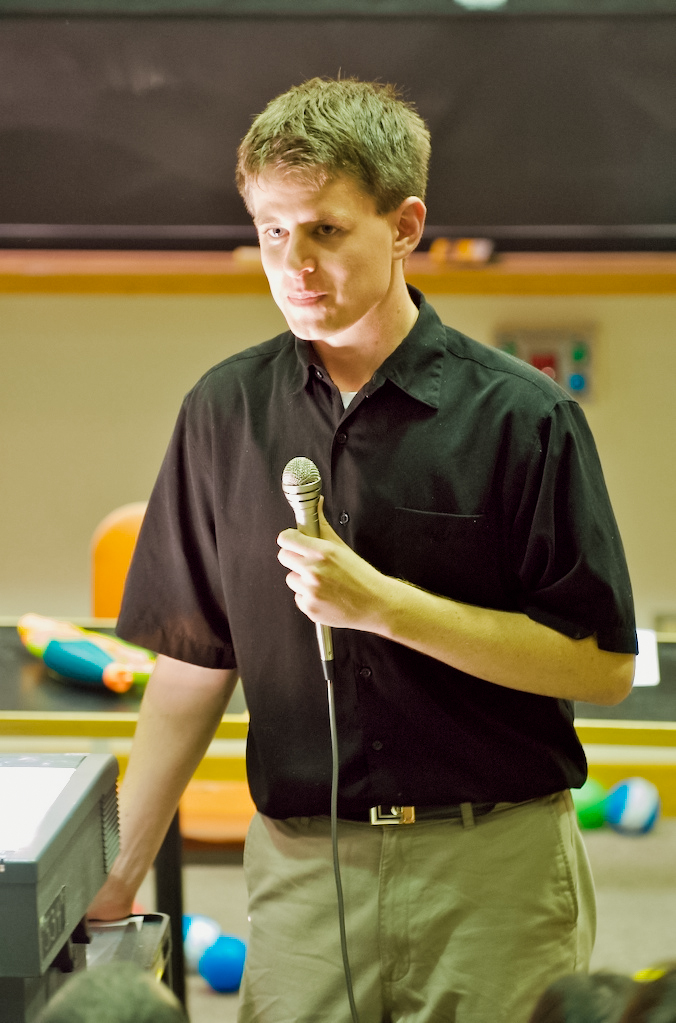
Randall Munroe, creatore di xkcd

xkcd ha avuto inizio nel settembre 2005 quando Munroe ha deciso di scansionare i suoi scarabocchi dal suo blocco degli appunti di scuola e di metterli nella sua pagina web. Alla fine, il webcomic è stato spostato su un sito web dedicato dove Munroe ha iniziato a vendere T-Shirt basate sulle strisce. Egli al momento "lavora sul webcomic a tempo pieno," rendendo xkcd un webcomic autosufficiente.
Nel maggio 2007, xkcd ha catturato l'attenzione di molte persone grazie ad una striscia che raffigurava le varie comunità su Internet sotto forma di mappa. Molti siti web sono stati disegnati come continenti, ognuno di dimensioni tali che rispecchiassero la loro popolarità e disposti a seconda dell'argomento trattato. Questo ha messo xkcd al secondo numero di The Post-Standard's "The new hotness" list.
xkcd non è un acronimo, e Munroe non ha dato alcun significato al nome, tranne che in una maniera divertente nel webcomic stesso. Egli ha affermato che il nome era in origine uno screen name (ovvero un nickname su "IM/IRC"), che ha scelto come una combinazione di lettere senza significato e al contempo impronunciabile oralmente.
Il 23 settembre 2007, centinaia di persone si sono raccolte nel punto segnalato dalle coordinate menzionate nella striscia 240: 42.39561 -71.13051. I fan sono arrivati in un parco in North Cambridge, Massachusetts, dove è apparso Randall Munroe stesso, che commentò: "Maybe wanting something does make it real," (Forse desiderare che qualcosa accada lo fa avverare), riferendosi all'ultima battuta della stessa striscia.
Nell'ottobre del 2007, un gruppo di ricercatori dell'University of Southern California Information Sciences Institute ha effettuato un censimento di tutte le pagine web sulla base del loro indirizzo, presentando come risultato una mappa ottenuta disponendo gli indirizzi in ordine crescente lungo una curva frattale di Hilbert (un caso particolare della curva di Peano), su modello della striscia 195 di xkcd.

## Temi ricorrenti

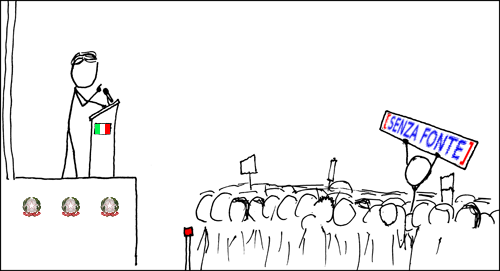
Versione italiana di "Wikipedian Protester"

Sebbene XKCD non abbia una trama specifica, ci sono dei temi ricorrenti. Un gran numero di strisce sono battute matematiche o che riguardano i computer. Queste battute sono ad un livello universitario, sebbene molte siano scritte in un modo molto chiaro che ne permette la comprensione globale anche senza aver fatto studi particolari. Il romanticismo è anche un altro argomento molto ricorrente nel webcomic, sebbene molte strisce non siano state scritte per essere comiche. XKCD fa riferimenti frequenti all'ossessione di Munroe ad un potenziale attacco da parte di alcuni velociraptor, il gioco Guitar Hero, personaggi che parlano con sé stessi e alle barzellette del tipo "your mom" (cioè "su tua madre"). Sono anche comparse svariate strisce dove comparivano i "Red Spiders", gli Zeppelin, oltre ad una piccola serie sulla vita di Joss Whedon (creatore di Firefly) e una su Wikipedia.
Ogni striscia ha un tooltip, specificato utilizzando il linguaggio HTML per assegnare un titolo alle immagini; il testo contiene di solito un'annotazione, un pensiero od una battuta relativo alla stringa in questione.
Ci sono anche molte strisce categorizzate come "My Hobby", che vedono spesso il personaggio narratore che prende parte a delle scene comiche o comportamenti eccentrici che spesso includono dei giochi di parole.

## Influenze esterne
In diverse occasioni le strisce di xkcd hanno ispirato attività ed eventi in altri campi. Ad esempio:
- In occasione della conferenza di Richard Stallman alla Yale Political Union (un'organizzazione studentesca di dibattito politico dell'università di Yale), alcuni studenti hanno spedito a Stallman una katana, per poi presentarsi alla conferenza vestiti e armati come ninja, ispirati dalla striscia 225.[44][45][46]
- Quando nel 2007 Cory Doctorow vinse il EFF Pioneer Award, gli furono consegnati un mantello rosso, degli occhialini e un palloncino, rifacendosi alla striscia 239.[47]
- La striscia 249 vanta numerosi tentativi di imitazione.[48]
- Si è formato un gruppo di utilizzatori di "GeoHashing" che si recano in località pseudocasuali date dalle coordinate geografiche calcolate con l'algoritmo di generazione di coordinate esposto nella striscia "GeoHashing".

### In generale
- Munroe, Randall (Febbraio 2007) Physics World. Once a physicist: Randall Munroe. Page 43.
- Erg. (March 26, 2007) ComixTalk Talking xkcd With Randall Munroe.
- Tar7arus (16 giugno, 2007) kinkendo.org. Intervista con Randall Munroe. Ottenuta il 5 luglio, 2007.